# Tipula (Papuatipula) staryi
Tipula (Papuatipula) staryi is een tweevleugelige uit de familie langpootmuggen (Tipulidae). De soort komt voor in het Australaziatisch gebied.